# 西汉列侯列表 (功臣侯)
《汉书·卷十六》载：“汉兴自秦二世元年之秋，楚陈之岁，初以沛公总帅雄俊，三年然后西灭秦，立汉王之号，五年东克项羽，即皇帝位。八载而天下乃平，始论功而定封。讫十二年，侯者百四十有三人。”刘邦得天下后，大封功臣为列侯。后世皇帝延续刘邦的做法，以列侯封功臣。
下面列出西汉一朝因有功而得到分封的全部列侯。关于其他的列侯，另见西汉列侯列表 (王子侯)、西汉列侯列表 (外戚恩泽侯)。

## 惠帝始封

### 便侯
| 便侯（前194年—前112年） |        |        |          |                  |              |
| 傳位                    | 諡號   | 姓名   | 在位年數 | 在位時間         | 备注         |
| 第1代                   | 便頃侯 | 吳淺   | 37年     | 前194年－前158年 | 長沙王吳芮子 |
| 第2代                   | 便共侯 | 吳信   | 6年      | 前157年－前152年 | 吳淺子       |
| 第3代                   | 便侯   | 吳廣志 | 37年     | 前151年－？      | 吳信子       |
| 第4代                   | 便侯   | 吳千秋 | 7年      | ？－前112年      | 吳廣志子     |

### 軑侯
| 軑侯（前193年—前110年） |        |        |          |                  |          |
| 傳位                    | 諡號   | 姓名   | 在位年數 | 在位時間         | 备注     |
| 第1代                   | 軑侯   | 利蒼   | 8年      | 前193年－前186年 |          |
| 第2代                   | 軑孝侯 | 利豨   | 21年     | 前185年－前165年 | 利蒼子   |
| 第3代                   | 軑侯   | 利彭祖 | 24年     | 前164年－前141年 | 利豨子   |
| 第4代                   | 軑侯   | 利扶   | 31年     | 前140年－前110年 | 利彭祖子 |

### 平都侯
| 平都侯（前190年—前142年） |          |      |          |                  |        |
| 傳位                      | 諡號     | 姓名 | 在位年數 | 在位時間         | 备注   |
| 第1代                     | 平都孝侯 | 劉到 | 13年     | 前190年－前178年 |        |
| 第2代                     | 平都侯   | 劉成 | 36年     | 前177年－前142年 | 劉到子 |

## 吕后始封

### 南宮侯
| 南宮侯（前187年—武帝初） |        |      |          |             |        |
| 傳位                     | 諡號   | 姓名 | 在位年數 | 在位時間    | 备注   |
| 第1代                    | 南宮侯 | 張買 |          | 前187年－？ |        |
| 第2代                    | 南宮侯 | 張生 |          | ？－武帝初  | 張買子 |

### 梧侯
| 梧侯（前187年—前118年） |        |          |          |                  |            |
| 傳位                    | 諡號   | 姓名     | 在位年數 | 在位時間         | 备注       |
| 第1代                   | 梧齊侯 | 陽成延   | 6年      | 前187年－前182年 |            |
| 第2代                   | 梧敬侯 | 陽成去疾 | 34年     | 前181年－前148年 | 陽成延子   |
| 第3代                   | 梧靖侯 | 陽成偃   | 15年     | 前147年－前133年 | 陽成去疾子 |
| 第4代                   | 梧侯   | 陽成戎奴 | 15年     | 前132年－前118年 | 陽成偃子   |

### 平定侯
| 平定侯（前187年—前113年） |          |        |          |                  |          |
| 傳位                      | 諡號     | 姓名   | 在位年數 | 在位時間         | 备注     |
| 第1代                     | 平定敬侯 | 齊受   | 9年      | 前187年－前179年 |          |
| 第2代                     | 平定齊侯 | 齊市人 | 4年      | 前178年－前175年 | 齊受子   |
| 第3代                     | 平定共侯 | 齊應   | 41年     | 前174年－前134年 | 齊市人子 |
| 第4代                     | 平定康侯 | 齊延居 | 18年     | 前133年－前116年 | 齊應子   |
| 第5代                     | 平定侯   | 齊昌   | 3年      | 前115年－前113年 | 齊延居子 |

### 博成侯
| 博成侯（前187年—前180年） |          |        |          |                  |          |
| 傳位                      | 諡號     | 姓名   | 在位年數 | 在位時間         | 备注     |
| 第1代                     | 博成敬侯 | 馮無擇 | 3年      | 前187年－前185年 |          |
| 第2代                     | 博成侯   | 馮代   | 5年      | 前184年－前180年 | 馮無擇子 |

### 沅陵侯
| 沅陵侯（前187年—前145年） |          |      |          |                  |                    |
| 傳位                      | 諡號     | 姓名 | 在位年數 | 在位時間         | 备注               |
| 第1代                     | 沅陵頃侯 | 吳陽 | 25年     | 前187年－前163年 | 長沙成王吳臣的儿子 |
| 第2代                     | 沅陵頃侯 | 吳福 | 17年     | 前162年－前146年 | 吳陽子             |
| 第3代                     | 沅陵哀侯 | 吳周 | 1年      | 前145年－前145年 | 吳福子             |

### 中邑侯
| 中邑侯（前184年—前141年） |          |      |          |                  |        |
| 傳位                      | 諡號     | 姓名 | 在位年數 | 在位時間         | 备注   |
| 第1代                     | 中邑貞侯 | 朱進 | 22年     | 前184年－前163年 |        |
| 第2代                     | 中邑侯   | 朱悼 | 22年     | 前162年－前141年 | 朱進子 |

### 樂平侯
| 樂平侯（前184年—前135年） |          |        |          |                  |          |
| 傳位                      | 諡號     | 姓名   | 在位年數 | 在位時間         | 备注     |
| 第1代                     | 樂平簡侯 | 衞毋擇 | 2年      | 前184年－前183年 |          |
| 第2代                     | 樂平共侯 | 衞勝   | 41年     | 前182年－前142年 | 衞毋擇子 |
| 第3代                     | 樂平侯   | 衞侈   | 7年      | 前141年－前135年 | 衞勝子   |

### 山都侯
| 山都侯（前184年—前110年） |          |        |          |                  |          |
| 傳位                      | 諡號     | 姓名   | 在位年數 | 在位時間         | 备注     |
| 第1代                     | 山都貞侯 | 王恬啟 | 8年      | 前184年－前177年 |          |
| 第2代                     | 山都憲侯 | 王中黃 | 23年     | 前176年－前154年 | 王恬啟子 |
| 第3代                     | 山都敬侯 | 王觸龍 | 23年     | 前153年－前131年 | 王中黃子 |
| 第4代                     | 山都侯   | 王當   | 9年      | 前118年－前110年 | 王觸龍子 |

### 祝茲侯
| 祝茲侯（前184年—前135年） |          |      |          |                  |        |
| 傳位                      | 諡號     | 姓名 | 在位年數 | 在位時間         | 备注   |
| 第1代                     | 祝茲夷侯 | 徐厲 | 11年     | 前184年－前174年 |        |
| 第2代                     | 祝茲康侯 | 徐悼 | 29年     | 前173年－前145年 | 徐厲子 |
| 第3代                     | 祝茲侯   | 徐偃 | 10年     | 前144年－前135年 | 徐悼子 |

### 成陰侯
| 成陰侯（前184年—前153年） |          |      |          |                  |        |
| 傳位                      | 諡號     | 姓名 | 在位年數 | 在位時間         | 备注   |
| 第1代                     | 成陰夷侯 | 周信 | 16年     | 前184年－前169年 |        |
| 第2代                     | 成陰侯   | 周勃 | 16年     | 前168年－前153年 | 周信子 |

### 俞侯
| 俞侯（前184年—前180年） |      |      |          |                  |      |
| 傳位                    | 諡號 | 姓名 | 在位年數 | 在位時間         | 备注 |
| 第1代                   | 俞侯 | 呂它 | 5年      | 前184年－前180年 |      |

### 醴陵侯
| 醴陵侯（前184年—前176年） |        |      |          |                  |      |
| 傳位                      | 諡號   | 姓名 | 在位年數 | 在位時間         | 备注 |
| 第1代                     | 醴陵侯 | 越   | 9年      | 前184年－前176年 |      |

## 文帝始封

### 陽信侯
| 陽信侯（前179年—前151年） |          |        |          |                  |        |
| 傳位                      | 諡號     | 姓名   | 在位年數 | 在位時間         | 备注   |
| 第1代                     | 陽信夷侯 | 劉揭   | 14年     | 前179年－前166年 |        |
| 第2代                     | 陽信侯   | 劉中意 | 15年     | 前165年－前151年 | 劉揭子 |

### 壯武侯
| 壯武侯（前179年—前146年） |        |      |          |                  |      |
| 傳位                      | 諡號   | 姓名 | 在位年數 | 在位時間         | 备注 |
| 第1代                     | 壯武侯 | 宋昌 | 34年     | 前179年－前146年 |      |

### 樊侯
| 樊侯（前179年—前113年） |        |        |          |                  |        |
| 傳位                    | 諡號   | 姓名   | 在位年數 | 在位時間         | 备注   |
| 第1代                   | 樊侯   | 蔡兼   | 14年     | 前179年－前166年 |        |
| 第2代                   | 樊康侯 | 蔡客   | 18年     | 前165年－前148年 | 蔡兼子 |
| 第3代                   | 樊共侯 | 蔡平   | 21年     | 前148年－前128年 | 蔡客子 |
| 第4代                   | 樊侯   | 蔡辟方 | 15年     | 前127年－前113年 | 蔡平子 |

### 沶陵侯
| 沶陵侯（前173年—前161年） |          |      |          |                  |      |
| 傳位                      | 諡號     | 姓名 | 在位年數 | 在位時間         | 备注 |
| 第1代                     | 沶陵康侯 | 魏駟 | 13年     | 前173年－前161年 |      |

### 南貞侯
| 南貞侯（前173年—前173年） |        |      |          |                  |      |
| 傳位                      | 諡號   | 姓名 | 在位年數 | 在位時間         | 备注 |
| 第1代                     | 南貞侯 | 起   | 1年      | 前173年－前173年 |      |

### 黎侯
| 黎侯（前170年—前105年） |        |      |          |                  |        |
| 傳位                    | 諡號   | 姓名 | 在位年數 | 在位時間         | 备注   |
| 第1代                   | 黎頃侯 | 召奴 | 11年     | 前170年－前160年 |        |
| 第2代                   | 黎侯   | 召潰 | 35年     | 前159年－前125年 | 召奴子 |
| 第3代                   | 黎侯   | 召延 | 20年     | 前124年－前105年 | 召潰子 |

### 缾侯
| 缾侯（前166年—前154年） |      |      |          |                  |      |
| 傳位                    | 諡號 | 姓名 | 在位年數 | 在位時間         | 备注 |
| 第1代                   | 缾侯 | 孫單 | 13年     | 前166年－前154年 |      |

### 弓高侯
| 弓高侯（前164年—？） |          |        |          |             |          |
| 傳位                 | 諡號     | 姓名   | 在位年數 | 在位時間    | 备注     |
| 第1代                | 弓高壯侯 | 韓隤當 | 11年     | 前164年－？ |          |
| 第2代                | 弓高侯   | ？     |          | ？－前125年 | 韓隤當子 |
| 第3代                | 弓高侯   | 韓則   |          | 前124年－？ |          |

### 龍額侯
| 龍額侯（前124年—23年） |          |        |          |                  |                |
| 傳位                   | 諡號     | 姓名   | 在位年數 | 在位時間         | 备注           |
| 第1代                  | 龍額侯   | 韓譊   | 13年     | 前124年－前112年 | 韓隤當孙       |
| 第2代                  | 龍額侯   | 韓增   | 31年     | 前88年－前58年   | 紹封，韓興弟   |
| 第3代                  | 龍額思侯 | 韓寶   | 38年     | 前57年－前20年   | 韓曾子         |
| 第4代                  | 龍額節侯 | 韓共   |          | 前12年－？       | 紹封，韓寶从弟 |
| 第5代                  | 龍額侯   | 韓敞弓 |          | ？－23年         | 韓共子         |

### 按道侯
| 按道侯（前110年—前86年） |          |      |          |                 |          |
| 傳位                     | 諡號     | 姓名 | 在位年數 | 在位時間        | 备注     |
| 第1代                    | 按道愍侯 | 韓說 | 20年     | 前110年－前91年 | 韓隤當孙 |
| 第2代                    | 按道侯   | 韓興 | 5年      | 前90年－前86年  | 韓說子   |

### 襄城侯
| 襄城侯（前164年—前125年） |          |        |          |                  |        |
| 傳位                      | 諡號     | 姓名   | 在位年數 | 在位時間         | 备注   |
| 第1代                     | 襄城哀侯 | 韓嬰   | 7年      | 前164年－前158年 |        |
| 第2代                     | 襄城侯   | 韓釋之 | 33年     | 前157年－前125年 | 韓嬰子 |

### 故安侯
| 故安侯（前161年—前120年） |          |        |          |                  |                    |
| 傳位                      | 諡號     | 姓名   | 在位年數 | 在位時間         | 备注               |
| 第1代                     | 故安節侯 | 申屠嘉 | 7年      | 前161年－前155年 |                    |
| 第2代                     | 故安侯   | 申屠共 | 22年     | 前154年－前133年 | 申屠嘉子           |
| 第3代                     | 故安侯   | 申屠臾 | 13年     | 前132年－前120年 | 申屠共子，改封清安 |

### 清安侯
| 清安侯（前120年—前116年） |        |        |          |                  |          |
| 傳位                      | 諡號   | 姓名   | 在位年數 | 在位時間         | 备注     |
| 第1代                     | 清安侯 | 申屠臾 | 5年      | 前120年－前116年 | 申屠共子 |

## 景帝始封

### 俞侯
| 俞侯（前151年—前117年） |      |      |          |                  |        |
| 傳位                    | 諡號 | 姓名 | 在位年數 | 在位時間         | 备注   |
| 第1代                   | 俞侯 | 欒布 | 6年      | 前151年－前146年 |        |
| 第2代                   | 俞侯 | 欒賁 | 28年     | 前144年－前117年 | 欒布子 |

### 建陵侯
| 建陵侯（前151年—前112年） |          |      |          |                  |        |
| 傳位                      | 諡號     | 姓名 | 在位年數 | 在位時間         | 备注   |
| 第1代                     | 建陵哀侯 | 衞綰 | 21年     | 前151年－前131年 |        |
| 第2代                     | 建陵侯   | 衞信 | 19年     | 前130年－前112年 | 衞綰子 |

### 建平侯
| 建平侯（前151年—前128年） |          |      |          |                  |        |
| 傳位                      | 諡號     | 姓名 | 在位年數 | 在位時間         | 备注   |
| 第1代                     | 建平敬侯 | 程嘉 | 18年     | 前151年－前134年 |        |
| 第2代                     | 建平節侯 | 程橫 | 1年      | 前133年－前133年 | 程嘉子 |
| 第3代                     | 建平侯   | 程回 | 5年      | 前132年－前128年 | 程橫子 |

### 平曲侯
| 平曲侯（前151年—前146年） |        |          |          |                  |      |
| 傳位                      | 諡號   | 姓名     | 在位年數 | 在位時間         | 备注 |
| 第1代                     | 平曲侯 | 公孫渾邪 | 6年      | 前151年－前146年 |      |

### 南奅侯
| 南奅侯（前124年—前112年） |        |        |          |                  |            |
| 傳位                      | 諡號   | 姓名   | 在位年數 | 在位時間         | 备注       |
| 第1代                     | 南奅侯 | 公孫賀 | 13年     | 前124年－前112年 | 公孫渾邪子 |

### 葛繹侯
| 葛繹侯（前103年—前91年） |        |        |          |                 |            |
| 傳位                     | 諡號   | 姓名   | 在位年數 | 在位時間        | 备注       |
| 第1代                    | 葛繹侯 | 公孫賀 | 13年     | 前103年－前91年 | 公孫渾邪子 |

### 江陽侯
| 江陽侯（前148年—前112年） |          |      |          |                  |        |
| 傳位                      | 諡號     | 姓名 | 在位年數 | 在位時間         | 备注   |
| 第1代                     | 江陽康侯 | 蘇息 |          | （追封）         |        |
| 第2代                     | 江陽懿侯 | 蘇盧 | 8年      | 前148年－前141年 | 蘇息子 |
| 第3代                     | 江陽侯   | 蘇朋 | 16年     | 前139年－前124年 | 蘇盧子 |
| 第4代                     | 江陽侯   | 蘇雕 | 12年     | 前123年－前112年 | 蘇朋子 |

### 遽侯
| 遽侯（前148年—前142年） |      |      |          |                  |      |
| 傳位                    | 諡號 | 姓名 | 在位年數 | 在位時間         | 备注 |
| 第1代                   | 遽侯 | 橫   | 7年      | 前148年－前142年 |      |

### 新市侯
| 新市侯（前148年—前131年） |          |        |          |                  |          |
| 傳位                      | 諡號     | 姓名   | 在位年數 | 在位時間         | 备注     |
| 第1代                     | 新市侯   | 王棄之 | 8年      | 前148年－前141年 |          |
| 第2代                     | 新市煬侯 | 王始昌 | 10年     | 前140年－前131年 | 王棄之子 |

### 商陵侯
| 商陵侯（前148年—前112年） |        |      |          |                  |      |
| 傳位                      | 諡號   | 姓名 | 在位年數 | 在位時間         | 备注 |
| 第1代                     | 商陵侯 | 趙周 | 37年     | 前148年－前112年 |      |

### 山陽侯
| 山陽侯（前148年—前124年） |        |        |          |                  |      |
| 傳位                      | 諡號   | 姓名   | 在位年數 | 在位時間         | 备注 |
| 第1代                     | 山陽侯 | 張當居 | 25年     | 前148年－前124年 |      |

### 安陵侯
| 安陵侯（前147年—前135年） |        |      |          |                  |      |
| 傳位                      | 諡號   | 姓名 | 在位年數 | 在位時間         | 备注 |
| 第1代                     | 安陵侯 | 于軍 | 13年     | 前147年－前135年 |      |

### 桓侯
| 桓侯（前147年—？） |      |      |          |             |      |
| 傳位               | 諡號 | 姓名 | 在位年數 | 在位時間    | 备注 |
| 第1代              | 桓侯 | 賜   |          | 前147年－？ |      |

### 逎侯
| 逎侯（前147年—前88年） |      |      |          |             |        |
| 傳位                   | 諡號 | 姓名 | 在位年數 | 在位時間    | 备注   |
| 第1代                  | 逎侯 | 陸彊 |          | 前147年－？ |        |
| 第2代                  | 逎侯 | 陸則 |          | ？－前88年  | 陸彊子 |

### 容城侯
| 容城侯（前147年—前87年） |          |      |          |                  |        |
| 傳位                     | 諡號     | 姓名 | 在位年數 | 在位時間         | 备注   |
| 第1代                    | 容城攜侯 | 徐盧 | 7年      | 前147年－前141年 |        |
| 第2代                    | 容城康侯 | 徐纏 | 14年     | 前140年－前127年 | 徐盧子 |
| 第3代                    | 容城侯   | 徐光 | 40年     | 前126年－前87年  | 徐纏子 |

### 易侯
| 易侯（前147年—前141年） |      |      |          |                  |      |
| 傳位                    | 諡號 | 姓名 | 在位年數 | 在位時間         | 备注 |
| 第1代                   | 易侯 | 僕䵣 | 7年      | 前147年－前141年 |      |

### 范陽侯
| 范陽侯（前147年—前129年） |          |      |          |                  |        |
| 傳位                      | 諡號     | 姓名 | 在位年數 | 在位時間         | 备注   |
| 第1代                     | 范陽靖侯 | 范代 | 14年     | 前147年－前134年 |        |
| 第2代                     | 范陽懷侯 | 范德 | 5年      | 前133年－前129年 | 范代子 |

### 翕侯
| 翕侯（前147年—前131年） |      |      |          |                  |      |
| 傳位                    | 諡號 | 姓名 | 在位年數 | 在位時間         | 备注 |
| 第1代                   | 翕侯 | 邯鄲 | 17年     | 前147年－前131年 |      |

### 亞谷侯
| 亞谷侯（前145年—前91年） |          |        |          |                  |          |
| 傳位                     | 諡號     | 姓名   | 在位年數 | 在位時間         | 备注     |
| 第1代                    | 亞谷簡侯 | 盧它之 | 2年      | 前145年－前144年 | 盧綰孫   |
| 第2代                    | 亞谷侯   | 盧種   | 7年      | 前143年－前137年 | 盧它之子 |
| 第3代                    | 亞谷康侯 | 盧漏   | 7年      | 前136年－前130年 | 盧種子   |
| 第4代                    | 亞谷侯   | 盧賀   | 39年     | 前129年－前91年  | 盧漏子   |

### 塞侯
| 塞侯（前143年—前112年） |        |        |          |                  |          |
| 傳位                    | 諡號   | 姓名   | 在位年數 | 在位時間         | 备注     |
| 第1代                   | 塞侯   | 直不疑 | 6年      | 前143年－前138年 |          |
| 第2代                   | 塞康侯 | 直相如 | 12年     | 前137年－前126年 | 直不疑子 |
| 第3代                   | 塞侯   | 直堅   | 14年     | 前125年－前112年 | 直相如子 |

## 昭帝始封

### 秺侯
| 秺侯（前85年—23年） |        |        |          |                |                  |
| 傳位                | 諡號   | 姓名   | 在位年數 | 在位時間       | 备注             |
| 第1代               | 秺敬侯 | 金日磾 | 1年      | 前85年－前85年 |                  |
| 第2代               | 秺侯   | 金賞   | 43年     | 前85年－前43年 | 金日磾子         |
| 第3代               | 秺侯   | 金常   | 20年     | 4年－23年      | 紹封，金日磾曾孙 |

### 建平侯國
| 建平侯（前80年—建武中） |          |        |          |                |          |
| 傳位                    | 諡號     | 姓名   | 在位年數 | 在位時間       | 备注     |
| 第1代                   | 建平敬侯 | 杜延年 | 28年     | 前80年－前53年 |          |
| 第2代                   | 建平孝侯 | 杜緩   | 19年     | 前52年－前34年 | 杜延年子 |
| 第3代                   | 建平荒侯 | 杜業   | 34年     | 前33年－1年    | 杜緩子   |
| 第4代                   | 建平孝侯 | 杜輔   |          | 2年－？        | 杜業子   |
| 第5代                   | 建平侯   | 杜憲   |          | ？－建武中     | 杜輔子   |

### 冝城侯
| 冝城侯（前80年—23年） |          |      |          |                |        |
| 傳位                  | 諡號     | 姓名 | 在位年數 | 在位時間       | 备注   |
| 第1代                 | 冝城戴侯 | 燕倉 | 6年      | 前80年－前75年 |        |
| 第2代                 | 冝城刺侯 | 燕安 | 41年     | 前74年－前34年 | 燕倉子 |
| 第3代                 | 冝城釐侯 | 燕尊 | 10年     | 前33年－前24年 | 燕安子 |
| 第4代                 | 冝城煬侯 | 燕武 |          | 前23年－？     | 燕尊子 |
| 第5代                 | 冝城侯   | 燕級 |          |                | 燕武子 |
| 第6代                 | 冝城侯   | 燕舊 |          | ？－23年       | 燕級子 |

### 弋陽侯
| 弋陽侯（前80年—23年） |          |        |          |                |          |
| 傳位                  | 諡號     | 姓名   | 在位年數 | 在位時間       | 备注     |
| 第1代                 | 弋陽節侯 | 任宮   | 33年     | 前80年－前58年 |          |
| 第2代                 | 弋陽剛侯 | 任千秋 | 21年     | 前47年－前27年 | 任宮子   |
| 第3代                 | 弋陽愿侯 | 任惲   | 2年      | 前26年－前25年 | 任千秋子 |
| 第4代                 | 弋陽孝侯 | 任岑   | 24年     | 前24年－前1年  | 任惲子   |
| 第5代                 | 弋陽侯   | 任固   | 23年     | 1年－23年      | 任岑子   |

### 商利侯
| 商利侯（前80年—前65年） |        |        |          |                |      |
| 傳位                    | 諡號   | 姓名   | 在位年數 | 在位時間       | 备注 |
| 第1代                   | 商利侯 | 王山壽 | 16年     | 前80年－前65年 |      |

### 成安侯
| 成安侯（前80年—23年） |          |      |          |                |                  |
| 傳位                  | 諡號     | 姓名 | 在位年數 | 在位時間       | 备注             |
| 第1代                 | 成安嚴侯 | 郭忠 | 7年      | 前78年－前72年 |                  |
| 第2代                 | 成安愛侯 | 郭遷 | 4年      | 前71年－前68年 | 郭忠子           |
| 第3代                 | 成安刻侯 | 郭賞 | 41年     | 前63年－前24年 | 郭遷子           |
| 第4代                 | 成安侯   | 郭長 |          | 前22年－？     | 郭賞子           |
| 第5代                 | 成安釐侯 | 郭萌 |          |                | 郭長子           |
| 第6代                 | 成安侯   | 郭每 | 18年     | 6年－23年      | 紹封，郭忠五世孙 |

### 平陵侯
| 平陵侯（前77年—前66年） |        |        |          |                |      |
| 傳位                    | 諡號   | 姓名   | 在位年數 | 在位時間       | 备注 |
| 第1代                   | 平陵侯 | 范朋友 | 12年     | 前77年－前66年 |      |

### 義陽侯
| 義陽侯（前77年—23年） |        |        |          |                |                  |
| 傳位                  | 諡號   | 姓名   | 在位年數 | 在位時間       | 备注             |
| 第1代                 | 義陽侯 | 傅介子 | 13年     | 前77年－前65年 |                  |
| 第2代                 | 義陽侯 | 傅長   | 20年     | 4年－23年      | 紹封，傅介子曾孙 |

## 宣帝始封

### 長羅侯
| 長羅侯（前70年—28年） |          |      |          |                |        |
| 傳位                  | 諡號     | 姓名 | 在位年數 | 在位時間       | 备注   |
| 第1代                 | 長羅壯侯 | 常惠 | 24年     | 前70年－前47年 |        |
| 第2代                 | 長羅嚴侯 | 常成 | 16年     | 前46年－前31年 | 常惠子 |
| 第3代                 | 長羅愛侯 | 常邯 | 5年      | 前30年－前26年 | 常成子 |
| 第4代                 | 長羅侯   | 常翕 | 53年     | 前25年－28年   | 常邯子 |

### 爰戚侯
| 爰戚侯（前68年—28年） |          |        |          |                |          |
| 傳位                  | 諡號     | 姓名   | 在位年數 | 在位時間       | 备注     |
| 第1代                 | 爰戚靖侯 | 趙長平 | 17年     | 前68年－前52年 |          |
| 第2代                 | 爰戚節侯 | 趙訢   | 38年     | 前51年－前14年 | 趙長平子 |
| 第3代                 | 爰戚侯   | 趙牧   | 41年     | 前13年－28年   | 趙訢子   |

### 博成侯
| 博成侯（前66年—前29年） |        |      |          |                |        |
| 傳位                    | 諡號   | 姓名 | 在位年數 | 在位時間       | 备注   |
| 第1代                   | 博成侯 | 張章 | 9年      | 前66年－前58年 |        |
| 第2代                   | 博成侯 | 張建 | 19年     | 前57年－前29年 | 張章子 |

### 高昌侯
| 高昌侯（前66年—？） |          |      |          |                |              |
| 傳位                | 諡號     | 姓名 | 在位年數 | 在位時間       | 备注         |
| 第1代               | 高昌壯侯 | 董忠 | 19年     | 前66年－前48年 |              |
| 第2代               | 高昌煬侯 | 董宏 | 42年     | 前47年－前6年  | 董忠子       |
| 复封                | 高昌煬侯 | 董宏 | 3年      | 前5年－前3年   | 董忠子       |
| 第3代               | 高昌侯   | 董武 | 3年      | 前2年－1年     | 董宏子       |
| 第4代               | 高昌侯   | 董永 | 3年      | 26年－28年     | 紹封，董武子 |

### 平通侯
| 平通侯（前66年—前55年） |        |      |          |                |      |
| 傳位                    | 諡號   | 姓名 | 在位年數 | 在位時間       | 备注 |
| 第1代                   | 平通侯 | 楊惲 | 12年     | 前66年－前55年 |      |

### 都成侯
| 都成侯（前66年—23年） |          |        |          |                |                |
| 傳位                  | 諡號     | 姓名   | 在位年數 | 在位時間       | 备注           |
| 第1代                 | 都成敬侯 | 金安上 | 11年     | 前66年－前56年 |                |
| 第2代                 | 都成夷侯 | 金常   | 1年      | 前55年－前55年 | 金安上子       |
| 第3代                 | 都成侯   | 金欽   | 1年      | 1年－1年       | 紹封，金安上孫 |
| 第4代                 | 都成戴侯 | 金楊   | 23年     | 1年－23年      | 金欽子         |

### 合陽侯
| 合陽侯（前62年—23年） |          |      |          |                |              |
| 傳位                  | 諡號     | 姓名 | 在位年數 | 在位時間       | 备注         |
| 第1代                 | 合陽愛侯 | 梁喜 | 31年     | 前62年－前32年 |              |
| 第2代                 | 合陽侯   | 梁放 | 35年     | 前31年－4年    | 梁喜子       |
| 第3代                 | 合陽侯   | 梁萌 | 19年     | 5年－23年      | 紹封，梁喜孫 |

### 安遠侯
| 安遠侯（前59年—23年） |          |      |          |                |              |
| 傳位                  | 諡號     | 姓名 | 在位年數 | 在位時間       | 备注         |
| 第1代                 | 安遠繆侯 | 鄭吉 | 11年     | 前59年－前49年 |              |
| 第2代                 | 安遠侯   | 鄭光 | 8年      | 前48年－前41年 | 鄭吉子       |
| 第3代                 | 安遠侯   | 鄭永 | 18年     | 6年－23年      | 紹封，鄭吉孫 |

### 歸德侯
| 歸德侯（前59年—71年） |          |        |          |                |          |
| 傳位                  | 諡號     | 姓名   | 在位年數 | 在位時間       | 备注     |
| 第1代                 | 歸德靖侯 | 先賢撣 | 26年     | 前59年－前34年 |          |
| 第2代                 | 歸德煬侯 | 先富昌 | 2年      | 前33年－前32年 | 先賢撣子 |
| 第3代                 | 歸德侯   | 先諷   | 56年     | 前31年－25年   | 先富昌子 |
| 第4代                 | 歸德侯   | 先襄   |          | 26年－？       | 先諷子   |
| 第5代                 | 歸德侯   | 先霸   |          | ？－71年       | 先襄子   |

### 信成侯
| 信成侯（前56年—？） |        |        |          |                |              |
| 傳位                | 諡號   | 姓名   | 在位年數 | 在位時間       | 备注         |
| 第1代               | 信成侯 | 王定   | 12年     | 前56年－前45年 |              |
| 第2代               | 信成侯 | 王廣漢 | 4年      | 前44年－前41年 | 王定子       |
| 第3代               | 信成侯 | 王楊   |          | 5年－？        | 紹封，王定孫 |

### 義陽侯
| 義陽侯（前55年—前51年） |        |        |          |                |      |
| 傳位                    | 諡號   | 姓名   | 在位年數 | 在位時間       | 备注 |
| 第1代                   | 義陽侯 | 厲溫敦 | 5年      | 前55年－前51年 |      |

## 元帝始封

### 義成侯
| 義成侯（前33年—28年） |          |        |          |                |          |
| 傳位                  | 諡號     | 姓名   | 在位年數 | 在位時間       | 备注     |
| 第1代                 | 義成侯   | 甘延壽 | 9年      | 前33年－前25年 |          |
| 第2代                 | 義成煬侯 | 甘建   | 19年     | 前24年－前6年  | 甘延壽子 |
| 第3代                 | 義成節侯 | 甘遷   | 14年     | 前5年－9年     | 甘建子   |
| 第4代                 | 義成侯   | 甘相   | 19年     | 10年－28年     | 甘遷子   |

## 成帝始封

### 駟望侯
| 駟望侯（前20年—23年） |          |        |          |            |        |
| 傳位                  | 諡號     | 姓名   | 在位年數 | 在位時間   | 备注   |
| 第1代                 | 駟望忠侯 | 冷廣   |          | 前20年－？ |        |
| 第2代                 | 駟望侯   | 冷何齊 |          | ？－23年   | 冷廣子 |

### 延郷侯
| 延郷侯（前20年—23年） |          |      |          |               |        |
| 傳位                  | 諡號     | 姓名 | 在位年數 | 在位時間      | 备注   |
| 第1代                 | 延郷節侯 | 李譚 | 13年     | 前13年－前1年 |        |
| 第2代                 | 延郷侯   | 李成 | 23年     | 1年－23年     | 李譚子 |

### 新山侯
| 新山侯（前20年—？） |        |      |          |            |      |
| 傳位                | 諡號   | 姓名 | 在位年數 | 在位時間   | 备注 |
| 第1代               | 新山侯 | 稱忠 |          | 前13年－？ |      |

### 童郷侯
| 童郷侯（前20年—23年） |          |      |          |             |        |
| 傳位                  | 諡號     | 姓名 | 在位年數 | 在位時間    | 备注   |
| 第1代                 | 童郷釐侯 | 鍾祖 | 17年     | 前13年－4年 |        |
| 第2代                 | 童郷侯   | 鍾匡 | 19年     | 5年－23年   | 鍾祖子 |

### 樓虛侯
| 樓虛侯（前20年—？） |        |      |          |            |      |
| 傳位                | 諡號   | 姓名 | 在位年數 | 在位時間   | 备注 |
| 第1代               | 樓虛侯 | 訾順 |          | 前13年－？ |      |

## 延伸阅读
[在维基数据编辑]
 《史記/卷019》，出自司馬遷《史記》